# MOJO VISION
『MOJO VISION』（モジョ・ビジョン）は、2023年4月1日からZIP-FMで放送されているラジオ番組。

## 概要
約19年間放送された「SATURDAY GO AROUND」に代わる、土曜夕方のワイド番組。
番組は、耳にした人が視野 (VISION) を広げられるよう、様々な視点から情報を取り上げている。また、それらと一緒に良質な音楽も届けている。番組タイトルにある MOJO とは「不思議な力」「幸運のお守り」を意味する言葉で、聴けばきっと楽しい未来 (VISION) を考えてみたくなる、そんな土曜日になることを願ってつけられている。
略称は「モジョビ」で、リスナーがX（旧Twitter）を使って番組に参加するためのハッシュタグに採用されている。
2024年10月30日、若林が契約解除による降板に伴い上野正明が担当することが発表された。

## ナビゲーター
- 若林詩恩（2023年4月1日 - 2024年10月19日）
- 上野正明（2024年11月2日 - ）

代演
- 小林拓一郎（2024年9月28日）
- 玉置侑里子（2024年10月26日）
- 荒戸完（2025年2月22日）